# Idolmaster: Xenoglossia
Idolmaster: Xenoglossia (アイドルマスター XENOGLOSSIA Aidorumasutā: Xenoglossia?) es una serie de anime de 26 episodios producida por Sunrise y basada en la saga de juegos de Namco Bandai Games The Idolmaster. Se emitió en Japón entre 2 de abril y el 24 de septiembre de 2007 por Kansai TV y otras cadenas. La serie también se transmitió a través de Internet en el sitio web japonés @nifty. La serie ha sido autorizada por Sentai Filmworks en América del Norte. La palabra Xenoglossia en el título es un término tomado del griego referido a la capacidad de poder usar un idioma (hablarlo, leerlo o escribirlo) completamente desconocido para el individuo. 

## Argumento
Idolmaster: Xenoglossia se centra en mecha y reimagina a las diez ídolos de The Idolmaster como pilotos de esos robots. Los robots se llaman "IDOLs" y a sus pilotos se les llama "Idolmasters". Las pilotos de IDOLs tienen que ser chicas, y tienen que ser elegidas por el propio IDOL. La Luna fue destruida 107 años antes del inicio de la historia en un evento llamado "Lost Artemis". Este evento hizo que numerosos fragmentos cayeran a la Tierra, lo que mató a una cuarta parte de la población total del planeta. Los fragmentos restantes de la Luna orbitan alrededor de la Tierra y se llaman Kompeito o Confeito. Cuando un fragmento cae a la Tierra se llama "Drop". Si el Drop es grande se le llama Mint Drop o Lemon Drop según su tamaño, y puede ser una amenaza moderada para la Tierra. Los humanos descubrieron un tipo especial de silicona, probablemente originaria de Drops caídos, y tras una investigación consiguieron convertir la silicona en núcleos de IDOL, de los que hay cinco. Los IDOLs reciben sus nombres de mares lunares. 
Haruka Amami, una chica sin mucha confianza en sí misma, aprueba una audición para ser una ídol cantante y su agencia la envía a Tokio para empezar una carrera en el mundo del entretenimiento. Haruka no sabe que la agencia que la ha reclutado es en realidad una tapadera para una gran fuerza operativa llamada "Mondenkind" que usa a los IDOLS para salvar la Tierra de los fragmentos que caen de la Luna. El trabajo de Mondenkind es encargarse de cualquier Drop de una clase mayor que Lemon. Mientras que otros países usan misiles para combatir a los Drops, Japón es el único país que usa IDOLs para destruirlos. Yukiho Hagiwara y Iori Minase, otras dos chicas que querían ser idols, también son llevadas a la misma fuerza operativa.

## Reparto
- Haruka Amami (天海 春香 Amami Haruka?): Yuka Iguchi
- Yukiho Hagiwara (萩原 雪歩 Hagiwara Yukiho?): Yui Horie
- Iori Minase (水瀬 伊織 Minase Iori?): Yukari Tamura
- Yayoi Takatsuki (高槻 やよい Takatsuki Yayoi?): Ami Koshimizu
- Makoto Kikuchi (菊地 真 Kikuchi Makoto?): Eri Kitamura
- Ritsuko Akizuki (秋月 律子 Akizuki Ritsuko?): Mai Nakahara
- Azusa Miura (三浦 あずさ Miura Azusa?): Tomo Sakurai
- Chihaya Kisaragi (如月 千早 Kisaragi Chihaya?): Kaori Shimizu
- Ami Futami (双海 亜美 Futami Ami?): Kaori Nazuka
- Mami Futami (双海 真美 Futami Mami?): Momoko Saitō
- R.I.F.F.A (リファ Rifa?): Yukana
- Naze Munakata (宗方 名瀬 Munakata Naze?): Mamiko Noto
- Naraba Daidō (大道 楢馬 Daidō Naraba?): Daisuke Ono
- Sorewa Suzuki (鈴木 空羽 Suzuki Sorewa?): Mikako Takahashi
- Chikako Minamoto (源 千佳子 Minamoto Chikako?): Naomi Shindō
- Hotaru Yasuhara (安原蛍 Yasuhara Hotaru?): Ryōka Yuzuki
- Hibiki Saku (朔 響 Saku Hibiki?): Takuma Takewaka
- Karasu (カラス?): Akira Ishida
- Joseph Shingetsu (ジョセフ・真月 Josefu Shingetsu?): Kazuhiro Nakata

## iDOL
Los iDOL son robots usados para destruir "Drop" s, restos de la destrucción de la Luna 107 años antes durante un evento llamado "Artemisa Perdida". Los humanos encontraron un silicio especial en la Tierra, probablemente de Gotas caídas, y comenzaron a investigar para convertir ese silicio en núcleos de IDOL. Hay un total de cinco núcleos.
Normalmente, las Gotas se manejan usando misiles; sin embargo, como Japón no tiene un sistema de misiles porque no pueden construir una ojiva nuclear bajo los Tres principios antinucleares, se les asignó y aprobó el uso de IDOL para destruir Drops. Los pilotos IDOL tienen que ser niñas, y deben ser elegidos por el IDOL mismo; esas personas se llaman Idolmasters. Los IDOLs llevan el nombre de Lunar Maria.
El Shuko, mencionado solo de pasada por un personaje secundario, se convertiría en el foco principal del argumento, sin embargo, un recorte presupuestario significaba que se omitía un elemento central del arco argumental global.

### Mondenkind
Prometheus–1 Imber
- Maestros: Chihaya Kisaragi y Haruka Amami
- Colores: blanco y azul índigo (episodios 1-7), blanco y rosa (episodio 8 en adelante)
- Origen del nombre: Mare Imbrium

Nebulosa Prometheus-2
- Maestros: Azusa Miura (en el pasado), Makoto Kikuchi (episodios 1-13), Iori Minase (episodio 14 en adelante)
- Colores: amarillo y naranja
- Origen del nombre: Palus Nebularum

Prometheus-4 Tempestas
- Maestros: Mami y Ami Futami
- Color: rojo

### Turiavita
Prometheus-3 Nubilum
- Maestros: Chihaya Kisaragi y Yukiho Hagiwara
- Colores: negro y rojo
- Origen del nombre: Mare Nubium

Prometheus-5 Hiems
- Maestro: Makoto Kikuchi
- Colores: blanco y amarillo
- Origen del nombre: Mare Hiemis

Epimetheus-1 "Epi-chan"
- Maestro: RIFFA
- Color: azul

## Terminología
Idolmaster
Los pilotos IDOL femeninos se llaman "Idolmasters". Como solo Japón debe usar IDOL para destruir caídas, todos los pilotos actuales de IDOL son japoneses. Para encontrar un nuevo Idolmaster, la sucursal japonesa de Mondenkind realiza audiciones, que en realidad son un proceso secreto para mantener la verdad acerca de IDOL a sí mismos antes de que los participantes estén calificados.
Artemis perdido
La destrucción de la luna 107 años antes de la historia. Este evento causó que numerosos fragmentos cayeran sobre la faz de la Tierra, que mató aproximadamente a un cuarto de la población total de la Tierra.
Kompeito / Confeito
Los fragmentos restantes de la luna, sobrantes de la destrucción de la luna, que orbitan alrededor de la Tierra.
Drop
Un meteoroide creado por la destrucción de la luna que cae sobre la Tierra. Si la "gota" es grande, lo que resulta en una amenaza moderada para la Tierra, entonces se llamará Mint Drop o Lemon Drop de acuerdo a los tamaños. El trabajo de Mondenkind es manejar cualquier Drop que sea más grande que la clase Lemon; mientras que los otros países del mundo tienen misiles para manejar Drops, Japón es actualmente el único país que usa IDOL para destruir Drops.

## Media

### Anime
En agosto de 2006 se reveló que Sunrise adaptaría el juego de arcade The Idolmaster como anime. Fue dirigido por Tatsuyuki Nagai (director de Honey and Clover II en 2006) y escrito por Jukki Hanada, y Hiroshi Takeuchi basó el diseño del personaje utilizado en la serie en los diseños originales de Toshiyuki Kubooka. El diseño mecánico fue manejado por Junichi Akutsu y Hiroyuki Ōkawa.

#### Lista de episodios
| #  | Título                                                                                  | Guion                      | Storyboard                | Director                       | Estreno                  |
| -- | --------------------------------------------------------------------------------------- | -------------------------- | ------------------------- | ------------------------------ | ------------------------ |
| 1  | «Penguin va a Tokyo» «Joukyou Pengin» (上京ペンギン)                                    | Zen Hanada                 | Ryu Nagai                 | Manabu Ono Takuno MakotoOkoshi | 2 de abril de 2007       |
| 2  | «Maestra del iDOL» «Aidoru no Masuta» (アイドルのマスター)                              | Zen Hanada                 | Ono Manabu                | Ono Manabu                     | 9 de abril de 2007       |
| 3  | «iDOL y Maestra» «Aidoru to Masuta» (アイドルとマスター)                                | Zen Hanada                 | Rion Hisashiro            | Rion Hisashiro                 | 16 de abril de 2007      |
| 4  | «Bolas de carne y Hotdog» «Gyoza to Amerikandoggu» (餃子とアメリカンドッグ)             | Zen Hanada                 | Toru Yoshida              | Toru Yoshida                   | 23 de abril de 2007      |
| 5  | «Manos frías, Manos cálidas» «Tsumetai te, Atatakai te» (冷たい手、温かい手)            | Susumu Uetake              | Shigeo Ono                | Shigeo Ono                     | 30 de abril de 2007      |
| 6  | «A la altura de 20.000 metros» «Koudou niman metoru» (高度二万米(コードニマンメートル)) | Hiroyuki Yoshino           | Ono Manabu                | Ono Manabu                     | 7 de mayo de 2007        |
| 7  | «Estoy de vuelta. Bienvenido de nuevo» «Tadaima. Okaeri.» (ただいま。おかえり。)        | Zen Hanada                 | Rion Hisashiro            | Rion Hisashiro                 | 14 de mayo de 2007       |
| 8  | «Confeito en la noche» «Conpeitou yawa» (コンペイトウ夜話)                              | Yasudo Yamada              | Tamagumi Tamagawa         | Tamagumi Tamagawa              | 21 de mayo de 2007       |
| 9  | «Teclado» «Kenban» (鍵盤)                                                               | Zen Hanada                 | Toru Yoshida              | Toru Yoshida                   | 28 de mayo de 2007       |
| 10 | «Disonancia [Ruido]» «Fukyuuwaon [Zatsuon]» (不協和音【雑音】)                          | Susumu Uetake              | Tamagumi Tamagawa         | Shigeo Ono                     | 4 de junio de 2007       |
| 11 | «Niflheim» «Nifuruheimu» (ニヴルヘイム)                                                 | Hiroyuki Yoshino           | Ono Manabu                | Ono Manabu                     | 11 de junio de 2007      |
| 12 | «Muspelheim» «Musuperuheimu» (ムスペルヘイム)                                           | Hiroyuki Yoshino           | Rion Hisashiro            | Rion Hisashiro                 | 18 de junio de 2007      |
| 13 | «Habitación 501» «501 gou shitsu» (501号室)                                             | Zen Hanada                 | Tamagumi Tamagawa         | Tamagumi Tamagawa              | 25 de junio de 2007      |
| 14 | «Algo difícil de mover» «Nanka ugoki tsurai» (なんかうごきづらい)                       | Shigeru Morita             | Tetsuya Watanabe          | Toru Yoshida                   | 2 de julio de 2007       |
| 15 | «Hangar Paradise» «Gakunouko Tengoku» (格納庫天国)                                      | Yasudo Yamada              | Ono Manabu                | Ono Manabu                     | 9 de julio de 2007       |
| 16 | «Idol y Idol» «Aidoru to Aidoru» (アイドルとアイドル)                                   | Susumu Uetake Ozaki Hanada | Ryu Nagai                 | Sakura Shigeru                 | 16 de julio de 2007      |
| 17 | «Conejo perdido» «Maigo no Usagi» (迷子の兎)                                            | Susumu Uetake              | Ryuuki Nagai Sonoshi Sono | Shigeo Ono                     | 23 de julio de 2007      |
| 18 | «Noche» «Yoru» (夜)                                                                     | Shigeru Morita             | Rion Hisashiro            | Rion Hisashiro                 | 30 de julio de 2007      |
| 19 | «Adiós» «Sayonara» (サヨナラ)                                                           | Zen Hanada                 | Ono Manabu                | Aki Yoshimura                  | 6 de agosto de 2007      |
| 20 | «Camino de vuelta a casa» «Kaeri Michi» (かえりみち)                                    | Zen Hanada                 | Tamagumi Tamagawa         | Tamagumi Tamagawa              | 13 de agosto de 2007     |
| 21 | «El Último Pudín» «Saigo no Purin» (最後の・プリン)                                     | Yasudo Yamada              | Tetsuya Watanabe          | Tetsuya Watanabe               | 20 de agosto de 2007     |
| 22 | «Clave y Bate» «Kagi to Batto» (鍵とバット)                                             | Shigeru Morita             | Ryu Nagai                 | Sakura Shigeru                 | 27 de agosto de 2007     |
| 23 | «¡CORRE!» «RUN!»                                                                        | Zen Hanada                 | Makio Matsuo              | Tamagumi Tamagawa              | 3 de septiembre de 2007  |
| 24 | «Renacimiento del calendario 108 años» «Fukkou Koyomi Hyaku Hachinen» (復興暦百八年)    | Zen Hanada                 | Hironori Ohashi           | Shigeo Ono                     | 10 de septiembre de 2007 |
| 25 | «La nieve de primavera» «Haru no Yuki» (春の雪)                                         | Zen Hanada                 | Tetsuya Watanabe          | Tetsuya Watanabe               | 17 de septiembre de 2007 |
| 26 | «La Luna y el Pingüino» «Tsuki to Pengin» (月とペンギン)                                | Zen Hanada                 | Ryu Nagai                 | Sakura Toshi Nagai Ryuuki      | 24 de septiembre de 2007 |

#### Música
| Canción                                                | Episodios       | Composición      | Arreglos         |
| ------------------------------------------------------ | --------------- | ---------------- | ---------------- |
| Tema de apertura                                       |                 |                  |                  |
| "Binetsu S.O.S!!" (微熱S.O.S!!?)                       | Episodios 2-15  | Miyuki Hashimoto | Miyuki Hashimoto |
| "Zankoku yo Kibō to Nare" (残酷よ希望となれ?)          | Episodios 16-25 | Aira Yūki        | Aira Yūki        |
| Tema de cierre                                         |                 |                  |                  |
| "Yūkyū no Tabibito ~ Dear boy" (悠久の旅人～Dear boy?) | Episodios 1-25  | Snow*            | Snow*            |
| "Zankoku yo Kibō to Nare" (残酷よ希望となれ?)          | Episodio 26     | Aira Yūki        | Aira Yūki        |

#### Personal
| - Concepto original: Bandai Namco Games (The Idolm@ster) - Planificación: Sunrise - Trabajo original: Hajime Yatate - Director: Tatsuyuki Nagai - Composición de la serie: Jukki Hanada - Diseño de personajes: Hiroshi Takeuchi (Studio Live) - Diseño mecánico (IDOL): Junichi Akutsu (Bee Craft) - Diseño artístico: Tomoyuki Aoki - Director artístico: Toshiyuki Tokuda (Studio Easter) - Diseño de color: Sayoko Yokoyama - Director de fotografía: Hidekatsu Ōishi (Anime Film) - Montaje: Kazuhiko Seki (Seki Editing) | - Música: Tsuneyoshi Saito - Director de sonido: Yōta Tsuruoka (Rakuonsha) - Producción de sonido: Rakuonsha - Efectos de sonido: Mitsuru Kageyama (Fizz Sound Creation) - Productor de música: Shunji Inoue (Lantis) - Producción de música: Lantis - Coordinación musical: Sunrise Music Publishing - Producción: Sunrise, Bandai Visual - Productores: Naotake Furusato (Sunrise) y Toyota Todoroki (Bandai Visual) - Copyright: (C)2007 SUNRISE INC.・Bandai Visual |

### Otros medios
Manga
Una adaptación al manga fue serializada en la revista de Kadokawa Shoten Comp Ace entre los volúmenes 12 y 23, vendidos entre el 26 de febrero de 2007 y el 26 de enero de 2008. El manga se recopiló en un solo volumen tankōbon, lanzado el 26 de septiembre de 2007. No es una adaptación directa del anime y contiene una trama distinta.
Novela ligera
Hay dos novelas ligeras basadas en Idolmaster: Xenoglossia. La primera, Idolmaster: Xenoglossia ~Bonds~ (アイドルマスター XENOGLOSSIA ～絆～ Aidorumasutā Xenoglossia ~Kizuna~?), fue publicada en la revista de Fujimi Shobo Gekkan Dragon Magazine entre julio y noviembre de 2007. La segunda, Idolmaster: Xenoglossia Iori Sunshine! (アイドルマスター XENOGLOSSIA 伊織サンシャイン! Aidorumasutā Xenoglossia Iori Sanshain?), fue publicada en la revista de Hobby Japan Charano! entre agosto de 2007 y febrero de 2008.
Radio por internet
Para promocionar la serie se realizó un programa de radio por internet llamado Haruka y Yayoi en la Radio Primaveral (春香とやよいの弥生式らじお Haruka to Yayoi no Yayoishiki Rajio?). Se emitieron 51 episodios entre el 9 de marzo de 2007 y el 22 de febrero de 2008. Fue presentado por Yuka Iguchi y Ami Koshimizu, y producido por Lantis Radio, Beat Net Radio! y Nifty.